# Tercera División Provincial de Fútbol de Lima 1927
La Tercera División Provincial de Lima, la edición del  año 1927. En ella participó los clubes limeños y chalacos que militaban en la Segunda División y en la Tercera División de la Liga Peruana de Football. Los mejores equipos del campeonato, son promovidos a la Segunda División Provincial de Lima del siguiente año.

## Historia
En el año 1926, la Federación Peruana de Fútbol, restructura el campeonato peruano. Se establece el campeonato de la Tercera División Provincial, como categoría inferior a la Segunda División Provincial de Lima. 
En 1927, se realizó la segunda edición de la Tercera División Provincial. En ella, participa los equipos que mantuvieron la categoría de la temporada anterior. Adicionalmente, se incluye los equipos descendidos de la Segunda División Provincial de 1926 y los nuevos equipos afiliados al campeonato.
En el presente campeonato, participó diferentes equipos de los varios distritos de Lima y de la Provincia Constitucional del Callao. Se otorgó, 67 plazas  para ascender a la división superior.

## Estructura

### Liga Peruana N° 1

#### Serie 1
- Lima FBC - Asciende
- Sport Maurer Lima - Asciende
- Sport 9 de Diciembre - Asciende
- Teniente Podesta Lima - Asciende
- International FBC - Asciende
- Juventud Arizona - Asciende
- Bomba Francia- Asciende
- Atlético Victoria Lima
- Juventud El Sol Lima
- Unión Guadalupe Breña
- Simón Maggiolo Lima

#### Serie 2
- Carlos de Pierola Lima - Asciende
- Alianza San Martín - Asciende
- Sport Cabana N°1 - Asciende
- Sport Razuri - Asciende
- Unión Floral - Asciende
- Atlético Colón  - Asciende
- Alianza Dos Mayo N°2
- Simón Maggiolo Lima
- Sport San Ildefonso Lima
- Alianza Huancavelica Lima
- American Star Lima

### Liga Peruana N° 2 (Asociación Amateur)

#### Serie 1
- Juventud Nepeña Lima - Asciende
- Focion Mariategui Lima  - Asciende
- Juventud Washingthon Lima - Asciende
- Circolo Sportivo Manzanilla La Victoria - Asciende
- Sport San Jacinto La Victoria - Asciende
- Alianza San Jacinto La Victoria - Asciende
- Teniente Podesta Lima
- Huaman de los Heros Lima
- Juventud Sandino Lima
- Sport Santander

#### Serie 2
- Strong Boys Lima - Asciende
- Sport Pizarro - Asciende
- Unión Taucas  - Asciende
- Barcelona FBC Lima
- Juventud Huaquilla La Victoria - Asciende
- Club Santa Rosa - Asciende
- Intelectual Raymondi La Victoria
- Sport Pensilvania Lima
- San Juan de Dios Lima
- Manuel Morales Lima
- Juventud Astro Lima

### Liga Chalaca

#### Serie 1
- Alianza Bellavista - Asciende
- Octavio Casanave Callao - Asciende
- Social Callao - Asciende
- Atlético Miguel Grau Callao - Asciende
- Círculo de Empleados Callao - Asciende
- Belgrano Callao
- Atlético Buenos Aires Callao
- Sport Sáenz Peña
- Deportivo Inca Callao
- Erasmo Zorrilla
- Marcelo Modesto Pastor
- Sporting Bellavista
- Deportivo Corsario
- Alianza Oriental Belgrano

#### Serie 2
- Porteño FBC Callao - Asciende
- Alfonso Ugarte Callao - Asciende
- Atlético America Callao - Asciende
- Callao FBC Callao - Asciende
- Radian Star Callao - Asciende
- Atlético Bilis Callao  - Asciende
- Good Boys Bellavista
- Atlético Excelsior
- Atlético Sáenz Peña
- Almirante Guisse
- Social Sportivo Unión
- Atlético Roma
- Unión Vigil
- Sportivo Huracán La Perla

### Liga de los Balnearios del Sur
- Once Amigos Barranco - Asciende
- Alfonso Ugarte Barranco - Asciende
- Once Amigos Miraflores
- Sport Calavera - Asciende
- Independencia Miraflores - Asciende
- Pierola Barranco - Asciende
- Asociación Chorrillos - Asciende
- Obrero Chorrillos
- Nacional Miraflores
- Sport Juventud Miraflores
- José Olaya Chorrillos N°2
- Obrero Chorrillos N°2
- Calavera N°2 Surco

### A.D. Rímac
- Sport Pizarro Rimac - Asciende
- Santa Rosa Rimac - Asciende
- Diego de Almagro Rimac - Asciende
- 5.ª Compañía de Seguridad Rimac - Asciende
- Independencia Sporting Rimac - Asciende
- Asociación Bolívar Rimac - Asciende
- Atlético Rimac - Asciende
- Mariscal Sucre  Rimac - Asciende
- Sportivo Escomel Rimac - Asciende
- Alianza Marañon Rimac - Asciende
- Nacional FBC Rimac - Asciende
- Guillermo Pretzel Rimac- Asciende
- Ricardo Palma Rimac - Asciende
- Sportivo Palermo Rimac - Asciende
- Octavio Espinoza Rimac - Asciende
- Sportivo Ideal Rimac - Asciende

### A.D. Barrios Altos
- Sucre FBC - Asciende
- Unión Breña - Asciende
- Alianza San Martin - Asciende
- Sport Mauricio Labrousse  - Asciende
- Alianza Magdalena - Asciende
- Luxardo Magdalena - Asciende
- Atlético Córdoba
- Racing FBC
- Unión América
- Ricardo Treneman Lima
- Juventud White Star
- Black and White Lima
- Atlético Rosarino Lima

## Enlaces
- Segunda y Tercera Provincial del Perú 1927
- Historia de la segunda división y de liga provincial de lima.